# Mirosław Dackiewicz
Mirosław Jan Dackiewicz (ur. 14 lipca 1950 w Warszawie) – polski działacz partyjny, przedsiębiorca, ambasador w Zimbabwe od 1987 do ok. 1990.

## Życiorys
Syn Mikołaja. Do 1977 zatrudniony w Wydziale Zagranicznym Głównej Kwatery Związku Harcerstwa Polskiego w Warszawie, w tym jako kierownik. Następnie pracował w Kancelarii Sekretariatu Polskiej Zjednoczonej Partii Robotniczej, w tym jako inspektor (1977–1980), starszy inspektor (1980), zastępca kierownika Kancelarii Sekretariatu (1981–1982) oraz zastępca kierownika Wydziału Zagranicznego Komitetu Centralnego (1982–1986). Ambasador w Zimbabwe od listopada 1987 do ok. 1990, akredytowany także w Botswanie, Lesotho, Mozambiku. Po zmianie ustroju pracował w firmach z branży spożywczej na stanowiskach dyrektorskich oraz jako rzecznik prasowy. 